# Vallgård
Vallgård (finska:Vallila) är en stadsdel i Vallgårds distrikt i Helsingfors.
Vallgård är en tidigare arbetarstadsdel, som i huvudsak uppfördes från 1920-talet framåt. En kuriositet i Vallgård är de kvarter som består av trähus, kända som Trä-Vallgård (finska: Puu-Vallila) byggda 1910–1927. Trähusen har renoverats på 1980-talet. VR:s före detta järnvägsverkstadsområde, som ligger i södra Vallgård, kommer att byggas om med nya bostäder.[när?] De historiskt viktiga järnvägsbyggnaderna kommer att sparas på området som har varit i järnvägarnas användning sedan slutet av 1800-talet. Flera företag har sina kontor i Vallgård, speciellt i den västra delen som gränsar till Böle. Den finska metalgruppen HIMs sångare Ville Valo kommer härifrån.

## Bildgalleri

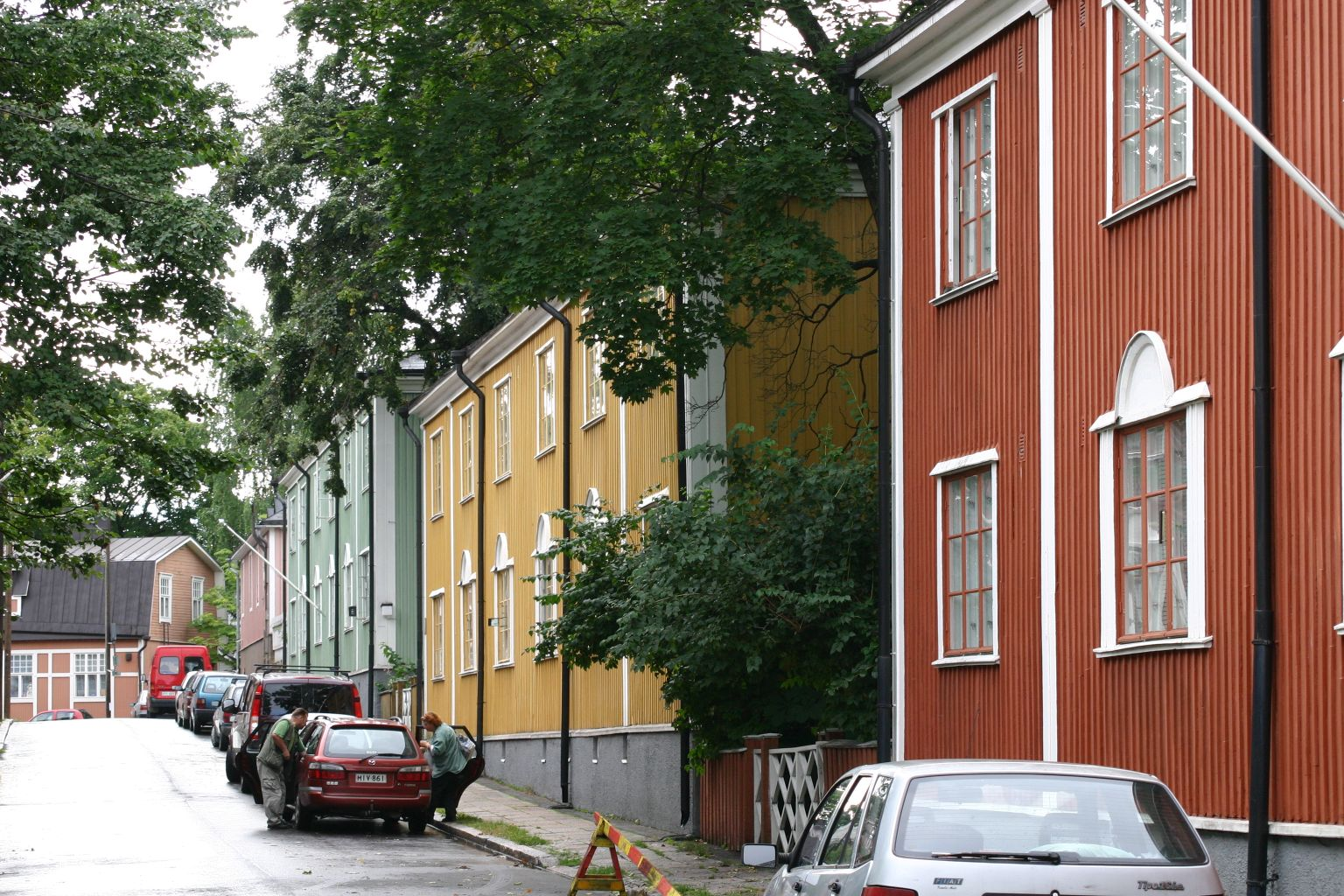
Trä-Vallgård
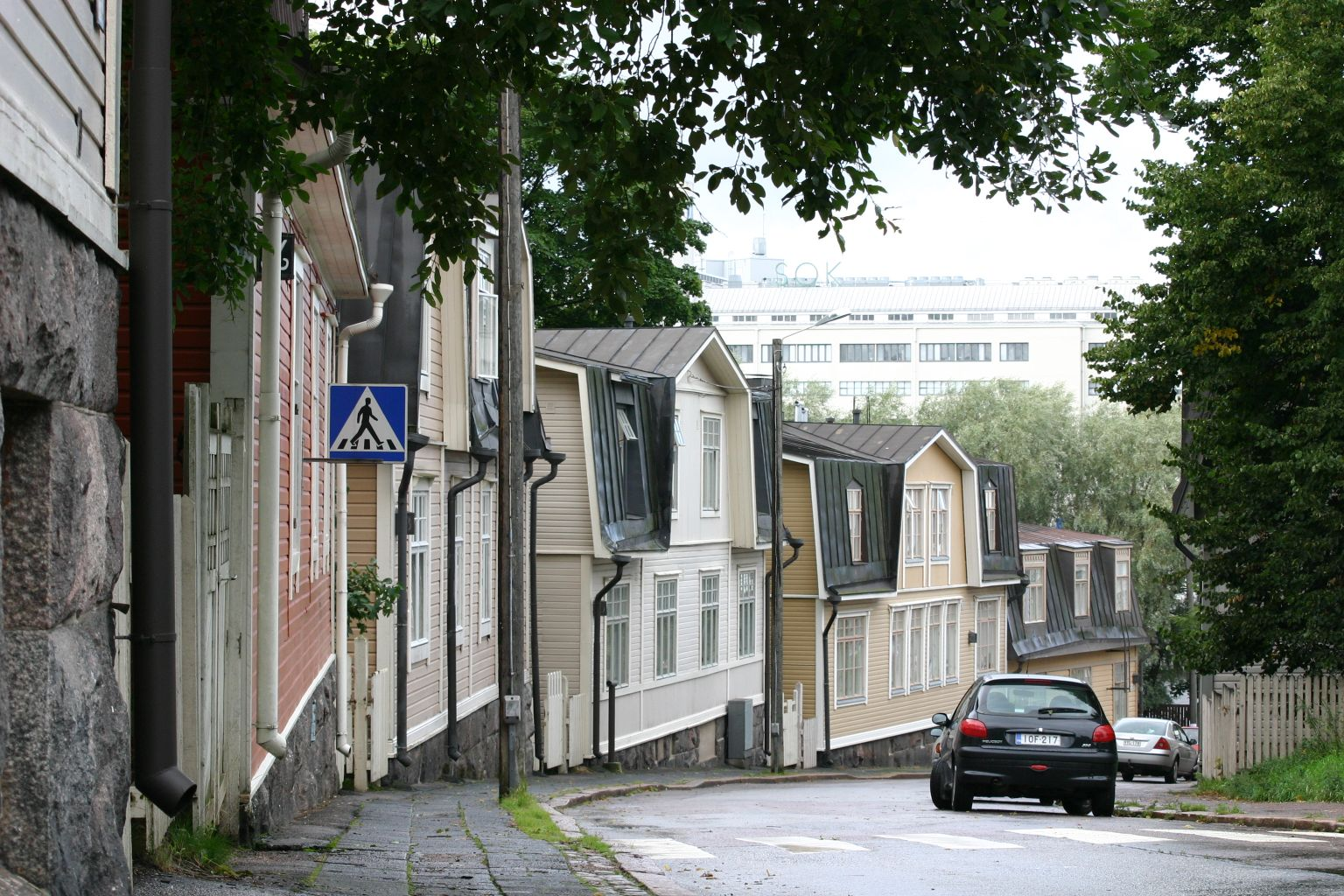
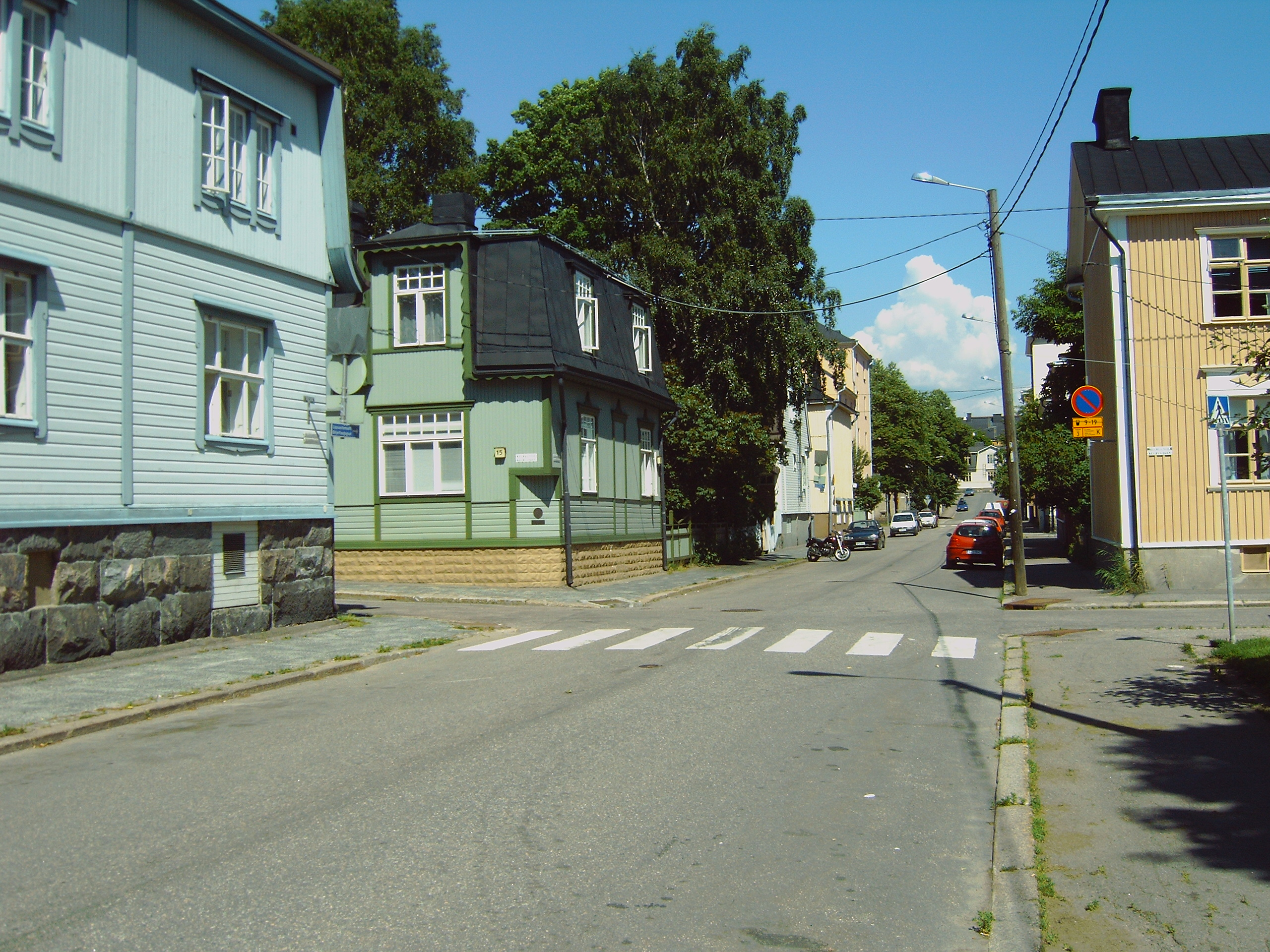